# 瓜生正義
瓜生 正義（うりゅう まさよし、1976年3月5日 - ）は、福岡県飯塚市出身のボートレーサー 。現職の日本モーターボート選手会長である。登録第3783号。76期。身長159cm。血液型はA型。福岡支部所属。師匠は古賀武日児。同期には原田幸哉・魚谷智之・横西奏恵などがいる。

## 選手経歴
- 1995年4月20日、選手登録。5月19日から若松競艇場で開催された 一般戦でデビュー（6コース進入 6着）。同節3走目で初勝利を飾る。
- 1996年11月29日から平和島競艇場で開催された 一般戦で4コースからのツケマイで初優勝を飾る（ST.24 レースタイム：1'45"3）。
- 1997年11月11日から福岡競艇場で開催された G1「開設44周年記念 福岡キングカップ」5日目から追加あっせん[注 1]だった。
- 1998年1月20日から宮島競艇場で開催された G1「第12回 新鋭王座決定戦」初日第7R G1・5走目にしてG1初勝利[2]を飾る（1号艇4コース進入 決まり手：まくり）。予選突破を果たしたが、準優勝戦はF.05のフライング[3]に散った。
- 1998年2月21日に若松競艇場で開催された G1「第44回 九州地区選手権」で予選道中1着5本4着1本と好調で5日目第11R準優勝戦も1着[4]、G1初優出を果たした。優勝戦は1号艇で5コースから2着[5]となり惜敗した。
- 1998年5月19日から桐生競艇場で開催された SG「第25回 笹川賞」でSG初出場を果たす。SGの洗礼を浴び、節間未勝利で終わってしまった。
- 1998年7月2日から常滑競艇場で開催された G1「開設45周年記念 マーメイドグランプリ」6日目（最終日）第12R優勝戦で6コースからタッチスタートを決め勝利[6]しG1初優勝を飾る（3号艇6コース進入 決まり手：差し）。ここからデビュー前の評判通り順調なレーサー人生が始まった。
- 1998年7月15日から三国競艇場で開催された SG「第3回 オーシャンカップ」では、予選期間中未勝利ながらも着をまとめ、（4.2.2.3.2着）で予選を突破した。5日目第11R準優勝戦で敗退[7]。（6着）6日目（最終日）第5Rに勝利し[8]SG初勝利を決めた（1号艇4コース進入 決まり手：まくり差し）。
- 2000年1月25日からびわこ競艇場で開催された G1「第14回 新鋭王座決定戦」6日目（最終日）第12R優勝戦でフライング[注 2]。
- 2001年12月19日から住之江競艇場で開催された SG「第16回 賞金王シリーズ戦」6日目（最終日）第10R優勝戦で3着[10]となった。
- 2002年1月15日から津競艇場で開催された G1「第16回 新鋭王座決定戦」6日目（最終日）第12R優勝戦でイン逃げ[11]を決め、通算2回目のG1優勝。
- 2003年9月9日から大村競艇場で開催された G1「開設51周年記念 海の王者決定戦」6日目（最終日）第12R優勝戦でイン逃げ[12]を決め、通算3回目のG1優勝。
- 2003年12月18日から住之江競艇場で開催された SG「第18回 賞金王決定戦」6日目（最終日）第12R優勝戦で2着[13]となった。
- 2004年9月11日から福岡競艇場で開催された G1「ダイヤモンドカップ」6日目（最終日）第12R優勝戦で勝利[14]し、4回目のG1優勝（決まり手：抜き）。
- 2005年5月24日から常滑競艇場で開催された SG「第32回 笹川賞」6日目（最終日）第12R優勝戦では6着[15]となった（3号艇3コース進入）。
- 2005年10月25日から津競艇場で開催された SG「第52回 全日本選手権」6日目（最終日）第12R優勝戦では4着[16]となった（5号艇5コース進入）。
- 2006年3月16日から平和島競艇場で開催された SG「第41回総理大臣杯」6日目（最終日）第12R優勝戦では2着[17]となった（5号艇5コース進入）。
- 2006年12月19日から住之江競艇場で開催された SG「第21回 賞金王決定戦」6日目（最終日）第12R優勝戦で3着[18]となった（4号艇4コース進入）。
- 2007年3月16日から平和島競艇場で開催された SG「第42回総理大臣杯」6日目（最終日）第12R優勝戦[注 3]で3着[19]と惜敗が続いた。
- 2007年5月29日から住之江競艇場で開催された SG「第34回 笹川賞」6日目（最終日）第12R優勝戦で勝利[20]をもぎ取り、悲願のSG初優勝（決まり手：抜き）。
- 2007年9月24日から福岡競艇場で開催された G1「開設54周年記念 福岡チャンピオンカップ」6日目（最終日）第12R優勝戦で勝利[21]し、通算5回目のG1優勝（4号艇4コース進入 決まり手：まくり）。
- 2007年11月20日から浜名湖競艇場で開催された SG「第10回 競艇王チャレンジカップ」5日目第11R準優勝戦でフライング[22]し、グランドチャンピオン決定戦までのSGが選出除外となる[注 4]。
- 2007年12月19日から地元福岡競艇場で開催された SG「第22回 賞金王決定戦」には出場するも、3日目第11Rトライアルで転覆失格[23]となった。
- 2008年11月15日から若松競艇場で開催された G1「開設56周年記念 全日本覇者決定戦」6日目（最終日）第12R優勝戦でイン逃げを決め[24]通算6回目のG1優勝。
- 2009年1月31日、芦屋競艇場で開催された G1「第55回 九州地区選手権」3日目第11Rで勝利し[25]、通算1000勝達成。その後、2連勝を決めて6日目（最終日）第12R優勝戦に2号艇で出場も、2周1マークで落水失格[26]を喫した。
- 2009年5月26日から福岡競艇場で開催された SG「第36回 笹川賞」6日目（最終日）第12R優勝戦で勝利[27]し通算2回目のSG優勝（2号艇2コース進入 決まり手：差し）。
- 2010年4月25日、ボートレースびわこで開催された G2「秩父宮妃記念杯」6日目（最終日）第12R優勝戦でフライング[注 5] [注 6]
- 2010年10月6日から桐生競艇場で開催された、SG「第57回 全日本選手権」6日目（最終日）第12R優勝戦[注 7]で勝利し[29]通算3回目のSG優勝（4号艇4コース進入 決まり手：差し）。
- 2011年4月4日からボートレース蒲郡で開催された G1「開設56周年記念 オールジャパン竹島特別」6日目（最終日）第12R優勝戦で勝利[注 8]し通算7回目のG1優勝。2011年度から増額されたG1賞金900万円獲得の第1号となった。
- 2011年6月21日からボートレース児島で開催された SG「東日本大震災被災地支援 第21回 グランドチャンピオン決定戦」6日目（最終日）第12R優勝戦で勝利[31]し通算4回目のSG優勝（2号艇2コース進入 決まり手：まくり）。
- 2011年8月21日からボートレース福岡で開催された SG「東日本大震災被災地支援 第57回 モーターボート記念」6日目（最終日）第12R優勝戦で勝利[注 9]し通算5回目のSG優勝（4号艇4コース進入 決まり手：まくり）。
- 2011年9月10日からボートレース多摩川で開催された G1「開設57周年記念 ウェイキーカップ」6日目（最終日）第12R優勝戦でイン逃げを決め[33]通算8回目のG1優勝。
- 2011年12月8日からボートレース福岡で開催された G1「第58回 九州地区選手権」6日目（最終日）第12R優勝戦でイン逃げを決め[34]通算9回目のG1優勝。
- 2012年8月21日からボートレース桐生で開催された SG「第58回 モーターボート記念」6日目（最終日）第12R優勝戦でイン逃げを決め[35]同競走連覇と共に通算6回目のSG優勝。
- 2013年6月5日からボートレース芦屋で開催された G1「開設61周年記念 全日本王座決定戦」6日目（最終日）第12R優勝戦で勝利[36]し通算10回目のG1優勝（2号艇2コース進入 決まり手：差し）。
- 2013年9月11日からボートレース徳山で開催された G1「開設60周年記念 徳山クラウン争奪戦」6日目（最終日）第12R優勝戦で1号艇1コースから逃げを決め[37]通算11回目のG1優勝。
- 2013年10月15日からボートレース平和島で開催された SG「第60回 全日本選手権」6日目（最終日）第12R優勝戦でイン逃げを決め[38]通算7回目のSG優勝。
- 2013年12月4日からボートレース徳山で開催された G2「モーターボート大賞」6日目（最終日）第12R優勝戦でイン逃げを決め[39]、初のG2優勝。
- 2014年2月6日からボートレース芦屋で開催された G1「第60回 九州地区選手権」6日目（最終日）第12R優勝戦で1号艇1コースから逃げを決め[40]通算12回目のG1優勝。
- 2014年5月30日からボートレース津で開催された 一般戦「第5回 日本モーターボート選手会会長賞」[注 10]2日目第6Rで勝利[41]し通算1500勝達成[42]。[注 11]
- 2015年1月13日からボートレース唐津で開催された G1「開設61周年記念 全日本王者決定戦」6日目（最終日）第12R優勝戦でイン逃げを決め[43]、通算13回目のG1優勝となり、九州全てのレース場の周年タイトルを獲得した。
- 2015年9月3日からボートレース多摩川で開催された G1「開設61周年記念 ウェイキーカップ」6日目（最終日）第12R優勝戦に勝利[44]し通算14回目のG1優勝（2号艇3コース進入 決まり手：まくり差し）。
- 2015年12月9日からボートレース大村で開催された G2「第19回 モーターボート誕生祭～マクール賞～」6日目（最終日）第12R優勝戦でイン逃げを決め[45]通算2回目のG2優勝。
- 2015年6月4日からボートレース桐生で開催された G1「開設60周年記念 赤城雷神杯」6日目（最終日）第12R優勝戦に勝利[46]し通算15回目のG1優勝（2号艇3コース進入 決まり手：まくり差し）。
- 2016年10月25日から地元ボートレース福岡で開催された SG「第63回 ボートレースダービーでは初日から無敵の強さで得点トップになり、5日目第12R準優勝戦でもイン逃げを決め[47]優出、6日目（最終日）第12R優勝戦でもイン逃げを決め[48]通算8回目のSG優勝。[注 12]
- 2016年12月10日からボートレース唐津で開催された G1「開設63周年記念 全日本王者決定戦」6日目（最終日）第12R優勝戦でイン逃げを決め[49]通算16回目のG1優勝。
- 2016年12月20日からボートレース住之江で開催された SG「第31回 グランプリ」に出場し、6日目（最終日）[注 13]第12R優勝戦でイン逃げを決め[50]勝利。初出場から14年、通算12回目の出場、7回目の優出にして遂にグランプリの栄冠を掴み、通算9回目のSG優勝とした。
- 2016年12月31日、大晦日に初日を迎えたボートレース芦屋の 一般戦「日刊スポーツ杯争奪 第47回 福岡県内選手権大会」（正月レース）を2回走りを1着2回[51][52]で締めくくり、2016年の獲得賞金を2億1373万4000円として、自身初の年間最多獲得賞金選手[53]となった。
- 2017年3月24日からボートレース江戸川で開催された G1「江戸川ダイヤモンドカップ」初日 第12Rドリーム戦でフライング[54]。
- 2017年4月4日からボートレース大村で開催された G1「ダイヤモンドカップ」6日目（最終日）第12R優勝戦でフライング[55][注 6]。ダイヤモンドカップ2連続フライングという珍記録を打ち立てた。当時を振り返って「グランプリを勝って気が抜けていたのか、おごり・過信があった」とコメントしている[56]。
- 2017年5月11日からボートレース宮島で開催された G1「開設63周年記念 宮島チャンピオンカップ」6日目（最終日）第12R優勝戦でイン逃げを決め[57]通算17回目のG1優勝。この優勝によって、ボートレース界史上7人目となる生涯獲得賞金が20億円を突破した[58]。
- 2017年12月31日かボートレース芦屋で開催された 一般戦「日刊スポーツ杯争奪 第48回 福岡県内選手権大会」5日目第12R準優勝戦でイン逃げ[59]を決めた際に、出力低減モーター導入後の全国最高タイムを0.3秒上回り、自身の持つ記録を更新した（レースタイム 1'44"5）[60]。
  - 2018年前期は、前年のフライング禍に陥り、出走回数が90走以下となり、レーサー人生初のA1からA2に転落し、最強のA2と呼ばれた[61][注 14]が、2018年後期は審査対象期間に一般戦での大活躍があったこともあり、勝率8.19で5度目の勝率第1位となった[62]。
- 2018年9月23日からボートレース大村で開催された 一般戦「発祥地ナイターオープニングレース」5日目（最終日）第12R優勝戦でイン逃げを決め[63]優勝。これによりナイター7場のうち5場を制覇した。
- 2019年2月26日からボートレース津で開催された G1「開設66周年記念 つつじ賞王座決定戦」6日目（最終日）第12R優勝戦でイン逃げ[64]を決め、1年10か月ぶりとなる通算18回目となるG1優勝[注 15]。
- 2019年7月15日からボートレース常滑で開催された SG「第24回 オーシャンカップ」初日第12Rドリーム戦で峰竜太を沈め[65]、予選道中の2日目第2Rでは6コースからの勝利[66]もあり、同日第9Rは2着[67]、3日目第3R4着[68]・第7R2着[69]と着をまとめ、予選最終日の4日目第12R・5日目第12R準優勝戦・6日目最終日第12R優勝戦と3連続でイン逃げを決めて[70][71][72]SG優勝。史上6人目のSGV10を達成した[56]。
- 2020年1月11日からボートレース尼崎で開催された 一般戦「ファン感謝3days ボートレースバトルトーナメント」に2年ぶり3回目の出場。初日第5Rのトーナメントで2着[73]、2日目第12Rセミファイナルで2着[74]となり同条件[注 16]。となった興津藍選手と抽選の結果、3日目最終日第12Rファイナル5号艇[注 17]を獲得する。そしてファイナルでは5コースからまくり差しを決め[75]、ファン感謝3days初優勝。
- 2020年3月26日からボートレース尼崎で開催された G1「開設67周年記念 尼崎センプルカップ」6日目（最終日）第12R優勝戦で5着[76]となったことで24枚目のBOATRACE振興会会長賞メダルを獲得し、史上6人目となるゴールデンレーサー賞受賞[77]。
- 2020年4月4日からボートレース下関で開催された G1「開設66周年記念 競帝王決定戦」6日目（最終日）第12R優勝戦でイン逃げを決め[78]通算19回目のG1優勝。
- 2020年7月30日からボートレースびわこで開催された G1「開設66周年記念 びわこ大賞」2日目第12Rドリーム戦で1号艇の守田俊介をスタートで圧倒し2コースから捲り[79]を決めて通算2000勝達成[80]。
- 2020年10月5日からボートレース平和島で開催された G1「開設66周年記念 トーキョー・ベイ・カップ」6日目（最終日）第12R優勝戦で勝利[81]し通算20回目のG1優勝。（4号艇4コース進入 決まり手：まくり）
- 2020年の年末、ボートレース平和島で開催されたグランプリ（2年連続14回目の出場）では、賞金ランキング第8位で初日トライアル1st1号艇で登場したが、道中で岡崎恭裕からダンプを受け、沈没失格（選手責任外）となった。
- 2021年7月20日からボートレース芦屋で開催されたSG「第26回オーシャンカップ」で優出2着(3コース)
- 2021年11月23日からボートレース多摩川で開催されたSG「第24回チャレンジカップ」で優出2着(2コース)
- 2021年12月14日からボートレース住之江で開催されたSG「第36回グランプリ」 に賞金ランキング第12位で出場。（獲得賞金額¥74,097,000、3年連続15回目の出場）トライアル1stは3枠2着・2枠2着を手堅くまとめ得点率2位でトライアル2nd進出し、続くトライアル2ndでも着を手堅く残し、4枠2着・1枠1着・3枠6着、得点率4位で決定戦に進出した。決定戦は4号艇で3コースに進入。1コース1号艇・峰竜太、2コース2号邸・丸野一樹、3コース4号艇・瓜生、4コース5号艇・白井英治、5コース3号艇・平本真之、6コース6号艇・毒島誠のスロー4艇、ダッシュ2艇でスタート。瓜生は4コースから内に絞ってくる白井の攻めを止め、1マークで1コースの峰にツケマイを決め優勝した。なお、このレースでは、1周1マークで先にターンをしようとした1号艇の峰がターンマークに当たって転覆し、妨害失格になる。これに巻き込まれる形で丸野、平本、毒島が転覆失格（選手責任外）という大事故が発生。難を逃れた白井が2着に入ったが、ゴールは2艇しかおらず、2連勝式、拡連複、単勝、複勝式舟券以外は不成立になった。結果、12レース決定戦戦売上42億7752万6800円のうち96%を超える41億1426万3700円が返還になる大波乱の中で、瓜生は11度目のSG優勝を果たした[82][83]。またこの優勝により史上4人目（岡崎恭裕・毒島誠・大峯豊）となるナイター7場完全制覇を達成した。
- 2022年6月22日、ボートレース唐津にて開催されたSG第32回グランドチャンピオンの2日目4Rにおいて歴代5人目となる通算獲得賞金25億円を達成。
- 2022年6月27日、日本モーターボート選手会の定時社員総会において自分で決意して立候補し、非常勤ではあるが選手会会長に就任した。非常勤である為、レースには通常どおり出走する。

## 人物・エピソード
- 本栖研修所時代、本栖リーグ6戦中優出6回優勝6回 第76期修了記念 王座決定戦は2着（優勝は横西奏恵）。当時史上最高となる勝率8.65、2連帯率84％という数字を残した[84]。
- 2008年2月28日三国競艇場で開催された一般戦、2013年8月8日からボートレース芦屋で開催された 一般戦「九州スポーツ杯争奪オール九州選抜戦」（お盆レース）、2014年9月20日からボートレース芦屋で開催された 一般戦「BOATBoyカップ」[85]とパーフェクトVは3回挑戦して3回達成したが、2016年2月2日からボートレース住之江で開催された 一般戦「MBP大和ごせ開設2周年 スカパー！JLC杯」で4回目パーフェクトVに挑戦にしたが、優勝戦2着に敗れた。
- 2012年のキャッチフレーズ募集キャンペーンでは「正義のヒーロー」というキャッチフレーズが選ばれた[86]。
- 2013年4月、長男の中学進学に合わせて東京都内に転居した（所属は福岡支部のまま変わらず）。当時は次男が卒業後に地元福岡へ戻ることを示唆していたが、その後2人の息子が誕生し、妻と息子4人の6人で都内に在住し続けている[87]。（加えて「銀河」というトイプードルも飼っている）[要出典]。
- 2020年10月8日に引退した今村豊の引退記者会見にて、ボートレース平和島のG1記念レース開催中に撮影されたビデオレターが上映され、その中でレーサーとしての考え方、姿勢を手本としたとコメントしている[88]。今村の引退に際して、先述のG1レースの優勝戦で今村の弟子である白井英治のイン戦で4コースからまくりを決め優勝[81]し恩に報いた。
- 趣味はゲーム[89]。

- 瓜生選手の養成所時代の勝率は10点超であった。当時の養成所では「点増し制度」という特別な制度があり、1着には10点以上のポイントが加算されていた。それでも勝率10.00に届く選手は出ず、8.00を超える選手ですら10年に1度でるか出ないかと言われていたのだが、瓜生選手はいとも簡単に勝率10.00を突破した。そのことがきっかけで「点増し制度」は見直され、瓜生選手の勝率は計算し直された。

- 前述の通り期待のルーキーとしてデビューしたのだが大舞台で活躍できず、未完の大器と呼ばれていた。

- SGを制覇する前までは賞金ランキングの12位を毎年争っており、瓜生が賞金王決定戦に出られるのかと毎年秋頃にファンの間で盛り上がっていた。
- 前述の2021年グランプリ以降、2022年・2023年と優勝なし（デビュー年の1995年以来の1年を通して優勝がなかった。）の1年を過ごしたが、2024年3月19日、ボートレース戸田で開催されていたSG第59回ボートレースクラシックの裏開催としてボートレースびわこで開催された「第7回オールサンケイスポーツ杯」で優勝し、自身2年3ヶ月ぶり通算89回目の優勝にしてびわこ初優勝となった。（これにより全24場制覇まではあと、戸田と浜名湖を残すのみとなった）その勢いに乗り、次節のボートレース住之江開設67周年記念も優勝。選手会代表[注 18]が記念戦線に出走するのも異例であるが、GIを優勝したのは初である）

## 獲得タイトル

### SG
- ボートレースオールスター - 2007年[20]・2009年[27]
- グランドチャンピオン - 2011年[31]
- オーシャンカップ - 2019年[72]
- ボートレースメモリアル - 2011年[32]・2012年[35]
- ボートレースダービー - 2010年[29]・2013年[38]・2016年[48]
- グランプリ - 2016年[50]・2021年

| 回数 | 開催年 | 優勝戦日 | 開催名                           | 開催場             | 枠番 | 進入コース | スタート | 決まり手   | 節間成績   |
| ---- | ------ | -------- | -------------------------------- | ------------------ | ---- | ---------- | -------- | ---------- | ---------- |
| 初   | 2007年 | 6月3日   | 第34回 笹川賞                    | 住之江競艇場       | 1枠  | 1コース    | .11      | 抜き       | 314112(1)1 |
| V2   | 2009年 | 5月31日  | 第36回 笹川賞                    | 福岡競艇場         | 2枠  | 2コース    | .19      | 差し       | 331411(1)1 |
| V3   | 2010年 | 10月11日 | 第57回 全日本選手権              | ボートレース桐生   | 4枠  | 4コース    | .14      | 差し       | 14222(2)1  |
| V4   | 2011年 | 6月26日  | 第21回グランドチャンピオン決定戦 | ボートレース児島   | 2枠  | 2コース    | .12      | まくり     | 111633(1)1 |
| V5   | 2011年 | 8月28日  | 第57回モーターボート記念         | ボートレース福岡   | 4枠  | 4コース    | .00      | 捲り       | 211311(2)1 |
| V6   | 2012年 | 8月26日  | 第58回 モーターボート記念        | ボートレース桐生   | 1枠  | 1コース    | .14      | 逃げ       | 121123(1)1 |
| V7   | 2013年 | 10月21日 | 第60回全日本選手権               | ボートレース平和島 | 1枠  | 1コース    | .15      | 逃げ       | 111214(1)1 |
| V8   | 2016年 | 10月30日 | 第63回ボートレースダービー       | ボートレース福岡   | 1枠  | 1コース    | .10      | 逃げ       | 211213(1)1 |
| V9   | 2016年 | 12月25日 | 第31回グランプリ                 | ボートレース住之江 | 1枠  | 1コース    | .08      | 逃げ       | 1311       |
| V10  | 2019年 | 7月15日  | 第24回オーシャンカップ           | ボートレース常滑   | 1枠  | 1コース    | .11      | 逃げ       | 112421(1)1 |
| V11  | 2021年 | 12月19日 | 第36回グランプリ                 | ボートレース住之江 | 4枠  | 3コース    | .09      | 捲り(ﾂｹﾏｲ) | 22 2161    |

SGでの優勝回数10回は瓜生が達成した時点で6人目であるが、
SG初優勝からの日数はその6人の中では瓜生が最速である。
|          | SG初優勝           | SG初優勝       | SGV10                  | SGV10          | 日数    |
| -------- | ------------------ | -------------- | ---------------------- | -------------- | ------- |
| 瓜生正義 | 2007年笹川賞       | 2007年6月3日   | 2019年オーシャンカップ | 2019年7月15日  | 4,425日 |
| 植木通彦 | 1993年総理杯       | 1993年3月23日  | 2005年笹川賞           | 2005年5月29日  | 4,450日 |
| 松井繁   | 1996年笹川賞       | 1996年5月27日  | 2009年賞金王決定戦     | 2009年12月23日 | 4,958日 |
| 野中和夫 | 1974年笹川賞       | 1974年5月7日   | 1990年笹川賞           | 1990年5月8日   | 5,845日 |
| 彦坂郁雄 | 1970年全国地区対抗 | 1970年6月2日   | 1988年総理杯           | 1988年3月29日  | 6,510日 |
| 山崎智也 | 1997年全日本選手権 | 1997年10月12日 | 2015年グランプリ       | 2015年12月23日 | 6,646日 |

### G1

#### PG1
- 新鋭王座決定戦 - 2002年[11]

#### 周年記念
- ボートレース桐生 - 2016年[46]
- ボートレース平和島 - 2020年[81]
- ボートレース多摩川 - 2011年[33]・2015年[44]
- ボートレース蒲郡 - 2011年[30]
- ボートレース常滑 - 1998年[6]
- ボートレース津 - 2019年[64]
- ボートレース住之江 - 2024年
- ボートレース宮島 - 2017年[57]
- ボートレース徳山 - 2013年[37]
- ボートレース下関 - 2020年[78]
- ボートレース若松 - 2008年[24]
- ボートレース芦屋 - 2013年[36]
- ボートレース福岡 - 2007年[21]
- ボートレースからつ - 2015年[43]・2016年[49]
- ボートレース大村 - 2003年[12]

#### その他
- 九州地区選手権 - 2011年[34]（福岡）・2014年[40]（芦屋）
- ダイヤモンドカップ - 2004年[14]（福岡）

### G2
- モーターボート大賞 - 2013年（徳山）[39]
- モーターボート誕生祭 - 2015年（大村）[45]

### 選手表彰
- 最優秀選手賞 - 2016年・2021年[53]
- 年間最高勝率 - 2011年・2013年・2014年[90]
- 年間最多勝 - 2011年
- 年間最多獲得賞金 - 2016年・2021年[53]
- 記者大賞 - 2016年・2021年[53]
- 最優秀新人賞 - 1998年
- ゴールデンレーサー賞 - 2020年[76]（史上5番目の受賞）
- 期別勝率第1位 - 2011年後期・2012年前期・2014年前期・2015年前期・2018年後期[62]

### 受賞
- 1999年 - 日本プロスポーツ大賞新人賞
- 2011年 - 日本プロスポーツ大賞功労賞[91]

## 戦績
- 出走回数：6017回
- 1着回数：2047回
- 優出回数：301回
- 優勝回数：86回
- SG優出回数：37回
- SG優勝回数：10回
- G1優出回数：109回
- G1優勝回数：20回
- G2優勝回数：2回
- フライング（F）回数：36回
- 出遅れ（L）回数：0回
- 通算勝率：7.59
- 2連対率：55.16
- 3連対率：69.54
- 生涯獲得賞金：2,314,835,291円

## 出演

### ラジオ
- 2017年1月29日 - 文化放送 - Max・邦丸 Ride on Boat

### オンデマンド
- 2014年9月1日 - スカパー！ondemand - 佐山夏子のナッツ・エンターテイメント